# 角距手参
角距手参（学名：Gymnadenia bicornis）为兰科手参属下的一个种。